# Santuario dei Lari Pubblici
Il santuario dei Lari Pubblici è un tempio di epoca romana, sepolto dall'eruzione del Vesuvio del 79 e ritrovato a seguito degli scavi archeologici dell'antica Pompei; al suo interno si veneravano, con ogni probabilità, le divinità tutelari della città.

## Storia
Il santuario dei Lari Pubblici fu costruito con ogni probabilità a seguito del terremoto di Pompei del 62, evento considerato dai pompeiani come segno dell'ira degli dei e la sua costruzione quindi avvenne per espiare l'avversione divina: era dedicato ai Lari, come dimostrato anche da un affresco ritrovato nella casa di Lucio Cecilio Giocondo, che raffigurava i danni del terremoto provocati al tempio; la vicinanza con il tempio di Vespasiano, consentiva, durante le festività, di festeggiare contemporaneamente sia l'imperatore che le divinità protettrici di Pompei. Secondo altri studiosi però, la struttura potrebbe essere stata costruita antecedentemente e dedicata al culto della famiglia imperiale o ancora, secondo altri, utilizzata come biblioteca pubblica: tra tutte le ipotesi comunque la prima risulta essere la più verosimile, in quanto al momento dell'eruzione, il tempio risultava ad essere ancora in costruzione e, da diversi studi, non sono emerse tracce di restauri precedenti. Sepolto quindi sotto una coltre di lapilli e ceneri dall'eruzione del Vesuvio nel 79, fu riportato alla luce alla fine del XVIII secolo a seguito degli scavi archeologici condotti per volere dei Borbone.

## Descrizione
Situato sul lato orientale del foro di Pompei, tra il Macellum e il tempio di Vespasiano, il santuario dei Lari Pubblici, lungo ventuno metri e largo diciotto, si presenta ancora incompleto: il colonnato d'accesso, al momento dell'eruzione, non era stato ancora completato e si notano solo le basi delle colonne in ferro e basalto. Il tempio è composto da un grande atrio, che presenta residui di pavimentazione in marmo e resti della base di un altare dove si svolgevano i sacrifici: sicuramente mancava il copertura.
Lungo la parete di fondo, che terminava con un timpano triangolare, si apre un catino absidale, con al centro una nicchia, caratterizzato da uno zoccolo sul quale poggiavano delle colonne con architrave ma esclusivamente di tipo decorativo, mentre nella stessa zona, altre due colonne con un architrave formavano un'edicola, sotto la quale erano poste tre statue. Le pareti laterali presentano due nicchie con timpano triangolare e due vani a cui si accede tramite un'apertura decorata con colonne e al cui interno presentano delle nicchie con volte a botte dove erano poste le statue.
Tutte le strutture portanti furono realizzate in opera laterizia, con tegole in terracotta, mentre gli altri muri erano o in opera incerta oppure in opera reticolata, unite da malta: queste mura dovevano poi essere completate con un rivestimento in marmo, mai effettuato.